# Oranjebank
De Oranjebank is een stenen gedenkbank in het Van Heutszpark in de Drentse stad Coevorden. De bank werd in 1938 gebouwd, ter gelegenheid van de geboorte van prinses Beatrix.

## Geschiedenis
De plaatsing van de bank was een initiatief van de Permanente Oranjecommissie in Coevorden. De eerste steen werd vlak na de geboorte van prinses Beatrix gelegd door de echtgenote van burgemeester Adrianus Gautier, mevrouw Nelly Gautier-Dirkzwager. Ook werd er een boom geplant ter ere van de geboorte, en een boom herplant van het huwelijk van Juliana en Bernhard uit 1937. De bank werd op de verjaardag van Bernhard, 29 juni 1938 onthuld door mevrouw Gautier en overgedragen aan de gemeente.
In 2006 werd de bank gerestaureerd dankzij een financiële tegemoetkoming van de Lions Clubs Nederland. Vrijwilligers hebben het metselwerk hiervoor verricht. Tijdens de heropening in mei 2006 waren de pilaar en de medaillons afgedekt met een oranje sjerp.
De Oranjebank staat op een moeilijk bereikbare plaats met weinig verlichting. De bank heeft te lijden gehad onder vandalisme. Zo werden de medaillons en de muur in 2012 beklad met verf en benzinestift en werd er in de nis tussen de pilaar en de muur brand gesticht.

## Beschrijving
De bank is gemetseld van gele bakstenen en heeft een houten zitgedeelte. In het midden staat een pilaar met de tekst "ORANJEBANK". Op de muur is een bronzen medaillon aangebracht met een beeltenis van Wilhelmina en een medaillon met een dubbelportret van Juliana met haar echtgenoot Bernhard.

## Fotogalerij

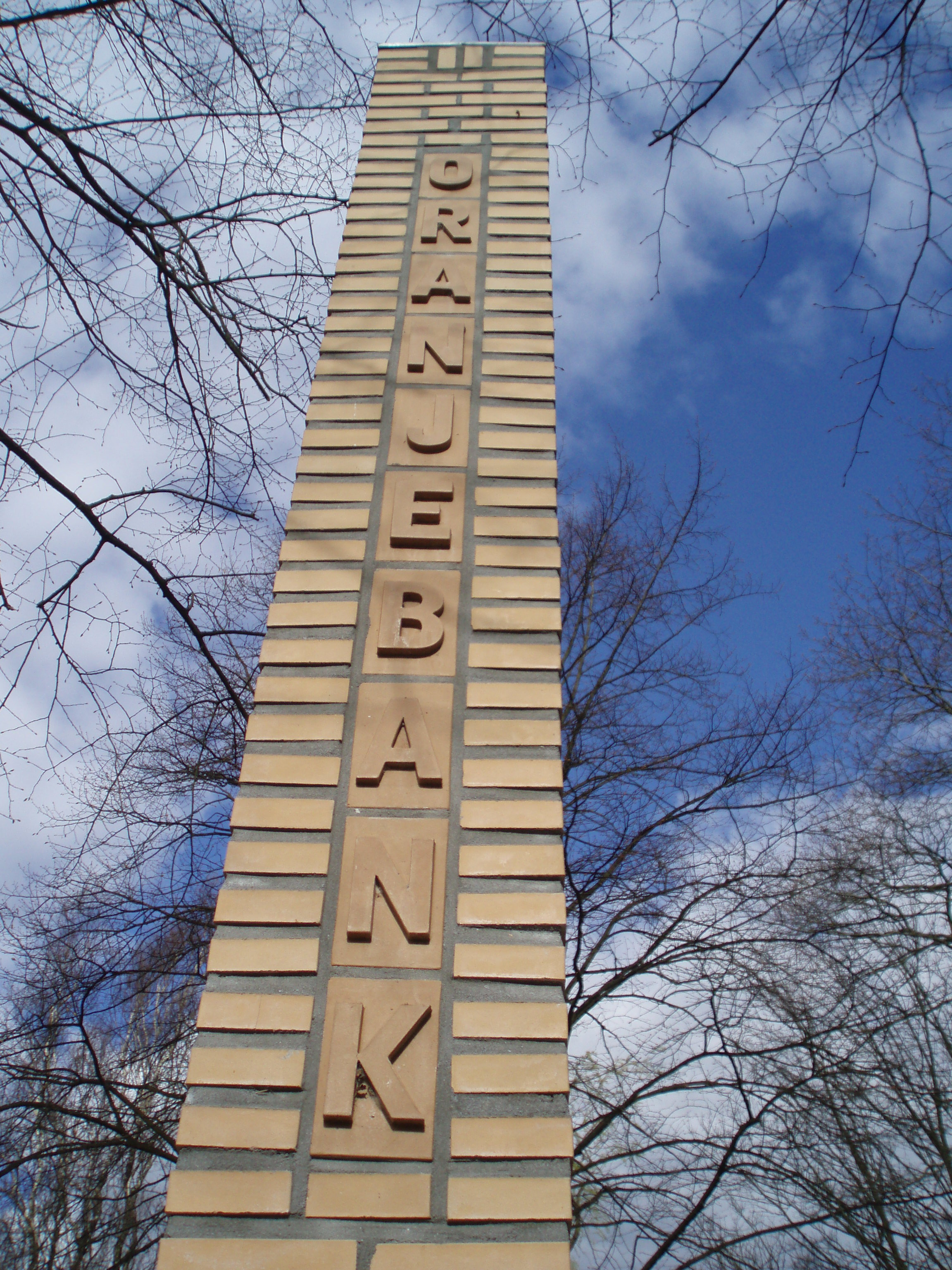
De pilaar
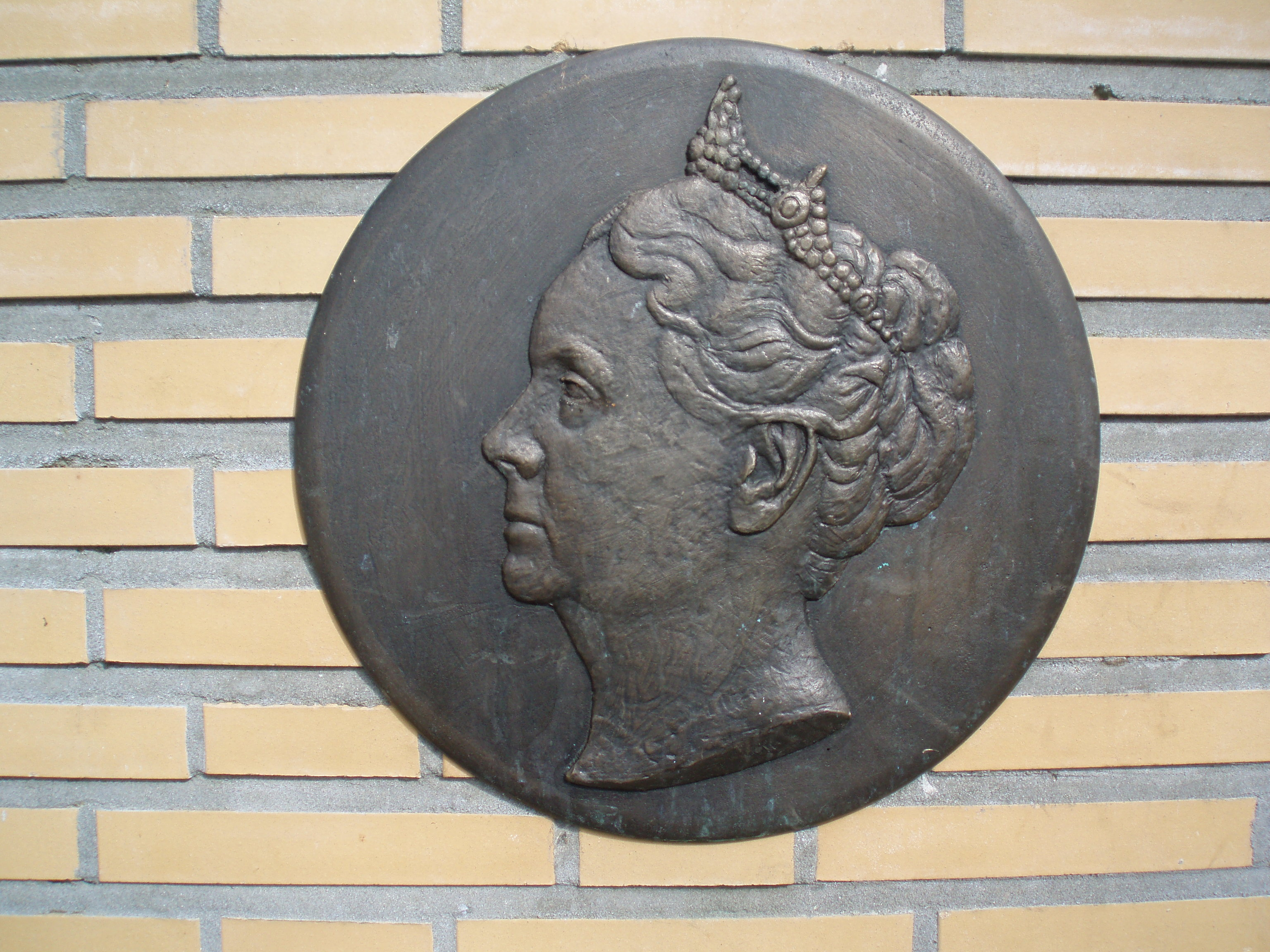
Close-up van het medaillon met daarop afgebeeld Wilhelmina
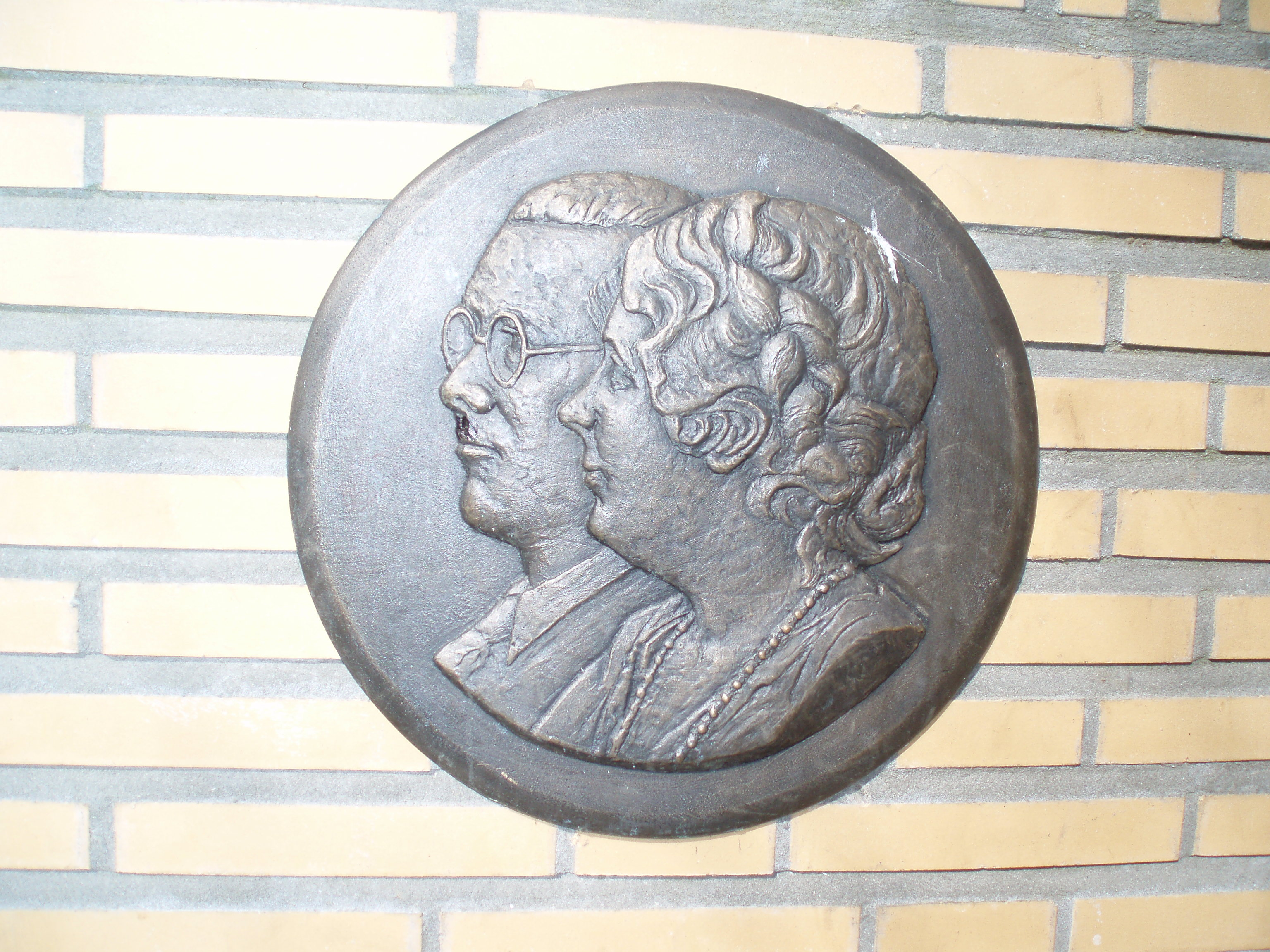
Close-up van het medaillon met daarop afgebeeld Juliana en Bernhard
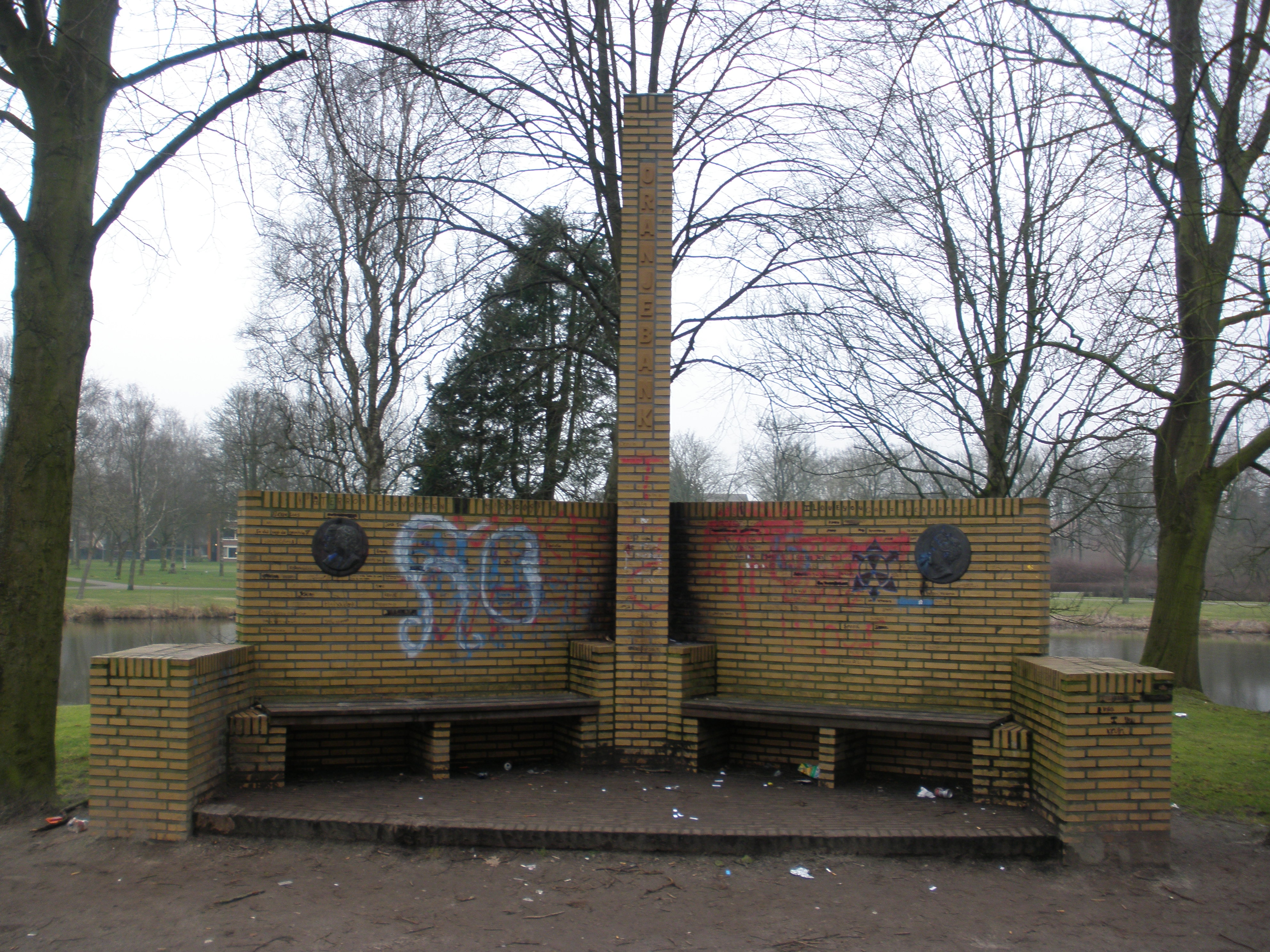
Vandalisme in 2012